# فرقة الطنبورة

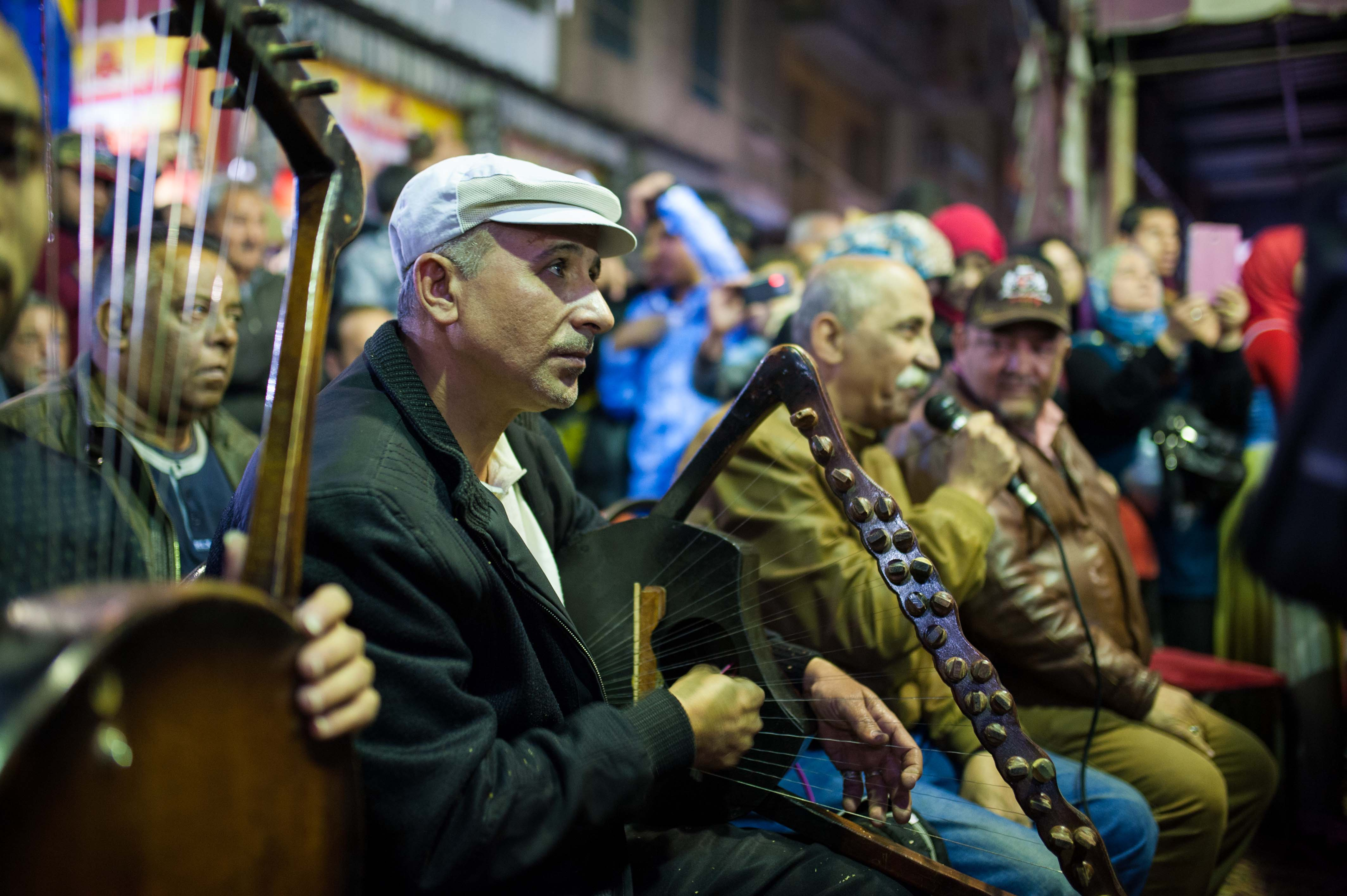

فرقة الطنبورة، (بالإنجليزية: El Tanbura)‏، فرقة غنائية، موسيقية، راقصة، مصرية بورسعيدية، تتفاعل مع المسرح الارتجالي الشعبي، أسسها زكريا إبراهيم سنة 1989، في بورسعيد، وهدفها جمع وحفظ واحياء التراث الموسيقي الشعبي المنفرد، وربطه بالحياة القومية من مصر.
تبلغ حصيلتها من الغناء الموروث مايزيد علي 20 سنة، وهو 'ريبورتوار' غني.
تقدم تراثها، بانسجام خاص، في جو من المرح وخفة الدم. حيث تمتزج 'الضمة'، ذات الأصول الصوفية والترانيم الروحية، مع 'السمسمية' الوترية، ذات الأصول الفرعونية السائدة من قلب أفريقيا، حتي سواحل البحر الأحمر، وأيضا موسيقي البحر الأبيض المتوسط مع أغاني الصيادين.
تستخدم القرقة، إلي جانب 'السمسمية'، الآت: الطنبورة، النادي، الصاجات، المثلث، الرق، والطبول.

## المهرجانات التي اشتركت فيها الفرقة
- 1996 فرنسا: معهد العالم العربي، أسبوع 'أنوار مصر' في باريس.
- 1997 (ربيع) الأردن: مهرجان عمان للفرق المستقلة.
- 1997 (صيف) الأردن: مهرجان جرش الدولي.
- 1997 (خريف) إيطاليا: مهرجان موسيقي الشعوب في فلورنسا.
- 2000 كندا: المهرجان الدولي للأغنية والموسيقي في ماريفيل، وحازت علي جائزته الأولي.
- 2001 السويد: مهرجان 'ري اورينت' في ستوكهولم.
- 2002 فرنسا في مهرجان مونبلييه ومعهد العالم العربي، وكذلك في إنجلترا .
- والفرقة تقدم في بورسعيد عرضا أسبوعيا وعرضين سنويين : عبد الناصر (غزو 1956)، وشم النسيم (عيد الربيع).
- بالإضافة إلي عروضها المستمرة في قري ومدن وعواصم أقاليم مصر، وفي الأماكن المختلفة من صالات العرض إلي الشوارع، لجمهورها المتنوع من عمال ومثقفين وفلاحيين.
- وصدرت لها عام 1999: أول اسطوانة مدمجة من إنتاج 'معهد العالم العربي' توزيع شركة 'هارمونيا موندي'.
- فأنتج لها فيلم روائي مصري (50ق) بعنوان 'الضمة' سنة 1998 إخراج سعد هنداوي.
- وصورت فيلما تسجيليا (15ق) سنة 1997 لمحطة 'ARTA' الفرنسية الألمانية. إخراج مصطفي الحسناوي.
- وفيما آخر (15) سنة لمحطة 'HR' الألمانية إخراج باري جافن وألفريد هوبر.
- وصدر لها 'نوح الحمام' سبتمبر 2002، وهو أول شريط كاسيت للفرقة في مصر.

## أسماء أعضاء فرقة الطنبورة حسب تاريخ الأنضمام
- الريس إمبابي (توفي في سنة 2001 عن 63 عاما)
- الريس احمد وليم (توفي سنة 1992 عن 75 عاما)
- السطي محمد القط (توفي سنة 1993 عن 78 عاما)
- سعد أبوالشحات (توفي سنة 1994)
- الشيخ رجب، احمد مجاهد، محمد السعيد (ابوإسلام)، السعيد الليبرتي، علي عوف، جمال عوض(توفي سنة 2015 عن 55 عاما)، مرسي إبراهيم، حمام، السيد الجيزاوي (ابوعادل)، صلاح الحصري، جمال فرج، علاء الشاذلي، سامي عبد النبي، مسعد موسي، العربي جاكومو، مسعد باغة، محسن جبريل، احمد كنش، العربي البيه، منصور حسين، محسن العشري، شوقي الريدي، صابر جزر، محمد[1][2]

## روابط خارجية
- فرقة الطنبورة على موقع ميوزك برينز (الإنجليزية)
- فرقة الطنبورة على موقع ديسكوغز (الإنجليزية)